# Ярлаганда
Ярлаганда (Ярлаган II) — царь гутиев, правил приблизительно в 2123 — 2116 годах до н. э.
Происходил из города Цила. Найдена его надпись в Умме, в которой он называет себя «могущественным царём гутиев». Правил 7 лет.
| Династия гутиев           |                                      |                |
| Предшественник: Пузур-Син | царь гутиев ок. 2123 — 2116 до н. э. | Преемник: Сиум |